# Hypoplectrus unicolor
Hypoplectrus unicolor là một loài cá biển thuộc chi Hypoplectrus trong họ Cá mú. Loài này được mô tả lần đầu tiên vào năm 1792.

## Phân bố và môi trường sống
H. unicolor có phạm vi phân bố ở vùng biển Tây Bắc Đại Tây Dương. Loài cá này được tìm thấy từ ngoài khơi mũi Canaveral, bang Florida, dọc theo bờ biển phía nam Hoa Kỳ trải dài đến Bahamas; và từ Tuxpan, Mexico, dọc theo vùng bờ biển Trung Mỹ trải dài khắp khắp vùng bờ biển Caribe và xung quanh các đảo của chuỗi Antilles. H. unicolor sống xung quanh các rạn san hô và đá ngầm ở độ sâu khoảng từ 7 đến 25 m; cá con đang phát triển có thể được tìm thấy trong môi trường rừng ngập mặn.

## Mô tả
Chiều dài cơ thể lớn nhất được ghi nhận ở H. unicolor là 13 cm. Cơ thể có màu trắng đến vàng nhạt; vây bụng màu vàng tươi; vây ngực trong suốt; các vây còn lại tiệp màu với cơ thể. Có một đốm đen lớn trên cuống đuôi trên. Một vài cá thể có một đốm đen viền xanh lơ nằm giữa mắt và phía trước hàm trên. Xung quanh mắt có một vòng viền màu xanh lơ. Đầu rải rác một số chấm và đường sọc màu xanh lơ.